# Норильская улица (Москва)
Нори́льская улица — улица на северо-востоке Москвы, в Лосиноостровском районе Северо-восточного административного округа. Находится между улицей Коминтерна и Стартовой улицей. Названа по заполярному городу Норильск в связи с расположением улицы в северной части Москвы. До 1964 года — Лесная улица бывшего подмосковного города Бабушкин.

## Расположение
Норильская улица является продолжением улицы Коминтерна. Пересекает Изумрудную улицу, улицу Малыгина, затем Таёжную, Таймырскую и Стартовую улицы и проходит до рекреационной зоны Джамгаровского пруда.

## Учреждения и организации
- Дом 4 — Школа № 762;
- Дом 6, корпус 1 — Детский сад № 2379;
- Дом 6 — Центр творчества «Лосиноостровский»;
- Дом 13А — СПФ «Гранитстрой».

## Общественный транспорт
По Норильской улице проходит 1 маршрут автобуса (данные на 06 января 2024 года):
- 346 Платформа Лось — Раево (от Минусинской улицы до улицы Малыгина, только в направлении платформы Лось)